# Anastasia Carbonari
Anastasia Carbonari (Ancona, 11 settembre 1999) è una ciclista su strada italiana naturalizzata lettone che corre per il team Born to Win BTC City Ljubljana Zhiraf. Attiva in formazioni Elite UCI dal 2020, ha vinto tre titoli nazionali in linea.

## Biografia
È in possesso della cittadinanza lettone grazie alle origini della madre, nata a Riga.

## Carriera
Nel 2022 ha vinto il campionato lettone in linea, pochi mesi dopo aver ottenuto ufficialmente il passaporto della nazione baltica. Nello stesso anno ha anche debuttato con la nazionale lettone in occasione degli Europei di Monaco di Baviera, conclusi al tredicesimo posto. Si è confermata campionessa nazionale in linea nel 2023, anno in cui ha debuttato ai Mondiali Elite a Glasgow.

## Palmarès
- 2022 (Valcar-Travel & Service, una vittoria)

Campionati lettoni, Prova in linea Elite
- 2023 (UAE Development Team, una vittoria)

Campionati lettoni, Prova in linea Elite
- 2024 (UAE Team ADQ, una vittoria)

Campionati lettoni, Prova in linea Elite

### Altri successi
- 2023 (UAE Development Team)

1ª tappa, 2ª semitappa Trofeo Ponente in Rosa (San Lorenzo al Mare > Sanremo, cronoquadre)

## Piazzamenti

### Grandi Giri
- Giro d'Italia

2021: 78ª
2022: 70ª

### Competizioni mondiali
- Campionati del mondo

Glasgow 2023 - In linea Elite: 39ª
Zurigo 2024 - In linea Elite: 70ª
- Giochi olimpici

Parigi 2024 - In linea: 69ª

### Competizioni continentali
- Campionati europei

Monaco di Baviera 2022 - In linea Elite: 13ª
Drenthe 2023 - In linea Elite: 56ª
Limburgo 2024 - In linea Elite: 19ª